# Atanas Semerdżiew
Atanas Georgiew Semerdżiew, bułg. Атанас Георгиев Семерджиев (ur. 21 maja 1924 w m. Łydżene, zm. 8 maja 2015 w Sofii) – bułgarski polityk i wojskowy, działacz komunistyczny, generał pułkownik, minister spraw wewnętrznych (1989–1990), wiceprezydent Bułgarii (1990–1992).

## Życiorys
Urodził się w miejscowości, włączonej później w obręb Welingradu. W 1939 przystąpił do związku młodzieży robotniczej, jesienią 1941 został aresztowany za prowadzenie podziemnej działalności komunistycznej. W grudniu 1941 zbiegł, w kwietniu 1942 dołączył do oddziału partyzanckiego. Od 1943 był członkiem Bułgarskiej Partii Komunistycznej. W 1944 dowodził brygadą partyzancką. Po zamachu stanu wyszedł z podziemia, od września do grudnia 1944 brał udział w działaniach wojennych przeciw Niemcom w ramach jednego z pułków piechoty. W 1945 zdemobilizowany, dokończył naukę w szkole średniej, następnie kształcił się w szkole wojskowej. Od 1946 zatrudniony w wywiadzie wojskowym, w latach 1948–1950 studiował na Akademii Wojskowej im. Michaiła Frunzego. Po powrocie do kraju kierował jednym z wydziałów w dyrekcji wywiadu w sztabie generalnym Bułgarskiej Armii Ludowej, później był zastępcą szefa dyrekcji wywiadu. W 1952 został zastępcą szefa, a w 1953 szefem zarządu operacyjnego sztabu generalnego. Pod koniec lat 50. ponownie przebywał w Związku Radzieckim, gdzie studiował w Wojskowej Akademii Sztabu Generalnego Sił Zbrojnych ZSRR. Od 1953 przez pewien czas był tajnym współpracownikiem komunistycznych służb specjalnych (co ujawniono w 2007).
W 1960 został szefem sztabu jednej z armii, a w 1962 szefem sztabu generalnego Bułgarskiej Armii Ludowej. Awansował do stopnia generała pułkownika. Od 1966 funkcję w wojsku łączył ze stanowiskiem pierwszego zastępcy ministra obrony narodowej Ludowej Republiki Bułgarii. Od 1971 do 1990 zasiadał w bułgarskim parlamencie.
27 grudnia 1989, w okresie przemian politycznych po odsunięciu od władzy Todora Żiwkowa, powołany na stanowisko ministra spraw wewnętrznych. W 1990, po przekształceniu partii komunistycznej, został członkiem Bułgarskiej Partii Socjalistycznej. W tym samym roku uzyskał mandat deputowanego do konstytuanty. 27 lipca zakończył pełnienie funkcji ministra, a 1 sierpnia 1990 objął urząd wiceprezydenta u boku Żelu Żelewa, sprawował tę funkcję do 22 stycznia 1992.
W 2002 został skazany na karę 4,5 roku pozbawienia wolności za przestępstwa związane z niszczeniem dokumentów komunistycznych służb specjalnych. W 2003 orzeczenie to zostało uchylone, a w 2006 zarzuty wycofano.

## Odznaczenia
- Order Georgi Dimitrowa (dwukrotnie)
- Order Ludowej Republiki Bułgarii I, II i III klasy[1]